# I Am Omega
I Am Omega (bra: Batalha dos Mortos) é um filme estadunidense de 2007, dos gêneros ficção científica, ação e horror, dirigido por Griff Furst, com roteiro de Geoff Meed, sendo o título uma referência à adaptação cinematográfica de 1971, The Omega Man. 
O filme foi lançado intencionalmente para aproveitar a estreia de uma adaptação de I Am Legend naquele ano.

## Enredo
Renchard  é o único sobrevivente saudável de uma epidemia viral que dizimou toda a humanidade. Os seus outros companheiros no mundo são zumbis que restaram daqueles que sobreviveram ao vírus. Sobrevivendo no mundo devastado, enquanto luta com os zumbis, acaba encontrando seres humanos normais que solicitam sua ajuda para salvar uma garota que possui um importante segredo.

## Elenco
| Nome                 | Personagem            |
| -------------------- | --------------------- |
| Mark Dacascos        | Renchard              |
| Geoff Meed           | Vincent               |
| Jennifer Lee Wiggins | Brianna               |
| Ryan Lloyd           | Mike                  |
| Joshua Schlegel      | Filho de Renchard     |
| Daniel Ponsky        | Apresentador do rádio |